# 塞尔芒蒂宗
塞尔芒蒂宗（法語：Sermentizon，法語發音：[sɛʁmɑ̃tizɔ̃]）是法国多姆山省的一个市镇，属于蒂耶尔区。

## 地理
塞尔芒蒂宗（45°45'44"N, 3°30'2"E）面积18.41 平方千米，位于法国奥弗涅-罗讷-阿尔卑斯大区多姆山省，该省份为法国中南部省份，北起阿列省接壤，东临卢瓦尔省，南至上盧瓦爾省和康塔爾省，西接科雷兹省和克勒兹省。
与塞尔芒蒂宗接壤的市镇（或旧市镇、城区）包括：博尔莱唐、库尔皮耶尔、多尔河畔内龙德、讷维尔、特雷济乌。

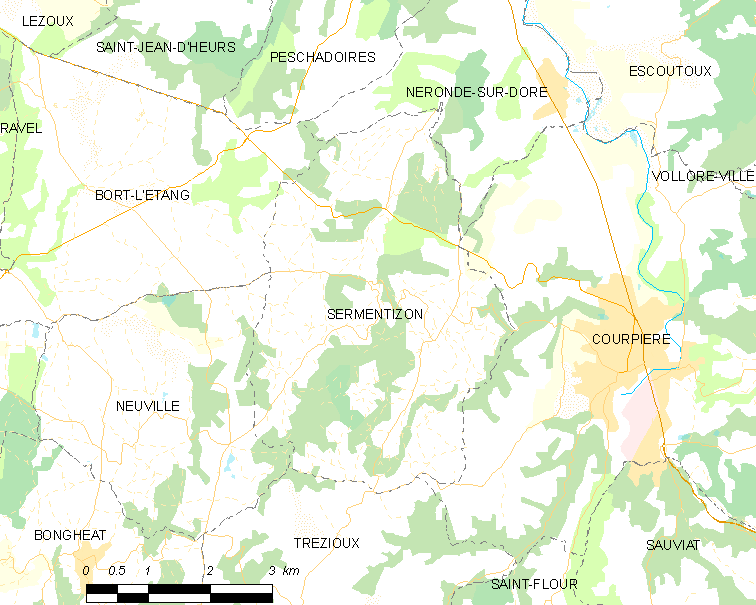
塞尔芒蒂宗的OSM定位图

塞尔芒蒂宗的时区为UTC+01:00、UTC+02:00（夏令时）。

## 行政
塞尔芒蒂宗的邮政编码为63120，INSEE市镇编码为63418。

## 政治
塞尔芒蒂宗所属的省级选区为利夫拉杜瓦山县。

## 人口

1962-2008年间塞尔芒蒂宗人口变化图示

塞尔芒蒂宗于2022年1月1日时的人口数量为589人。